# جانوس سابو (عداء)
جانوس سابو (بالمجرية: Szabó János)‏ هو عداء ‏ مجري، ولد في 3 مارس 1945 في بودابست في المجر، وتوفي بنفس المكان في 15 أكتوبر 2017.

## وصلات خارجية
- جانوس زابو على موقع اللجنة الأولمبية الدولية (الإنجليزية)
- جانوس زابو على موقع أوليمبيديا (الإنجليزية)
- جانوس زابو على موقع اللجنة الأولمبية المجرية (الهنغارية)